# 荻野六郎

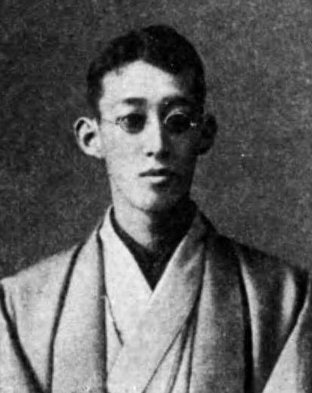
荻野六郎

荻野 六郎（おぎの ろくろう、1867年4月1日（慶応3年2月27日）- 1923年（大正12年）2月6日）は、明治時代の実業家、政治家。衆議院議員。

## 経歴
武蔵国榛沢郡横瀬村（のち埼玉県大里郡豊里村、現深谷市）で、名主・荻野竹五郎の長男として生まれる。1887年、埼玉県師範学校を卒業した。
1896年、大里郡会議員補欠選挙で当選し、同参事会員も務めた。1897年、進歩党所属で埼玉県会議員に当選した。1894年9月、第4回衆議院議員総選挙で埼玉県第五区から選出された原善三郎が、1897年 9月29日、貴族院多額納税者議員に就任したため、その補欠選挙に出馬して当選し、衆議院議員を一期務めた。
その他、下谷商業銀行頭取、深谷銀行専務取締役、吾妻馬車鉄道株式会社社長、赤坂湖泉株式会社取締役、深川電灯株式会社社長、大日本生命保険株式会社取締役、中央商業銀行監査役、日本商業興信所評議員などを務めた。

## 栄典
- 銀製黄綬褒章 - 1894年（明治27年）1月10日[6]